# Державний кордон Аргентини

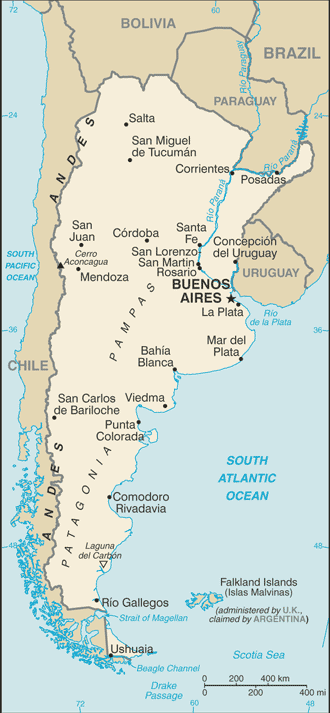
Карта Аргентини

Державний кордон Аргентини — державний кордон, лінія на поверхні Землі та вертикальна поверхня, що проходить по цій лінії, що визначають межі державного суверенітету Аргентини над власними територією, водами, природними ресурсами в них і повітряним простором над ними.

## Сухопутний кордон
Загальна довжина кордону — 11 968 км. Аргентина межує з 5 державами. Уся територія країни суцільна, тобто анклавів чи ексклавів не існує.
Ділянки державного кордону
| Держава  | Ділянка        | Довжина (км) | Прикордонні регіони | Примітки |
| -------- | -------------- | ------------ | ------------------- | -------- |
| Болівія  | північ         | 942          |                     |          |
| Бразилія | північний схід | 1263         |                     |          |
| Чилі     | захід          | 6691         |                     |          |
| Парагвай | північ         | 2531         |                     |          |
| Уругвай  | північний схід | 541          |                     |          |

## Морські кордони
Аргентина на сході омивається водами Атлантичного океану. Загальна довжина морського узбережжя 4989 км. Згідно з Конвенцією Організації Об'єднаних Націй з морського права (UNCLOS) 1982 року, протяжність територіальних вод країни встановлено в 12 морських миль (22,2 км). Прилегла зона, що примикає до територіальних вод, в якій держава може здійснювати контроль, необхідний для запобігання порушень митних, фіскальних, імміграційних або санітарних законів, простягається на 24 морські милі (44,4 км) від узбережжя (стаття 33). Виключна економічна зона встановлена на відстань 200 морських миль (370,4 км) від узбережжя. Континентальний шельф — 200 морських миль (370,4 км) від узбережжя, або до континентальної брівки (стаття 76).

## Спірні ділянки кордону
Аргентина має неврегульовану територіальну суперечку з Великою Британією щодо Мальвінського архіпелагу. Де-факто острови знаходяться в складі Об'єднаного Королівства як заморська територія — Фолклендські Острови. Суперечка 1982 року переростала в збройний аргентинсько-британський конфлікт.

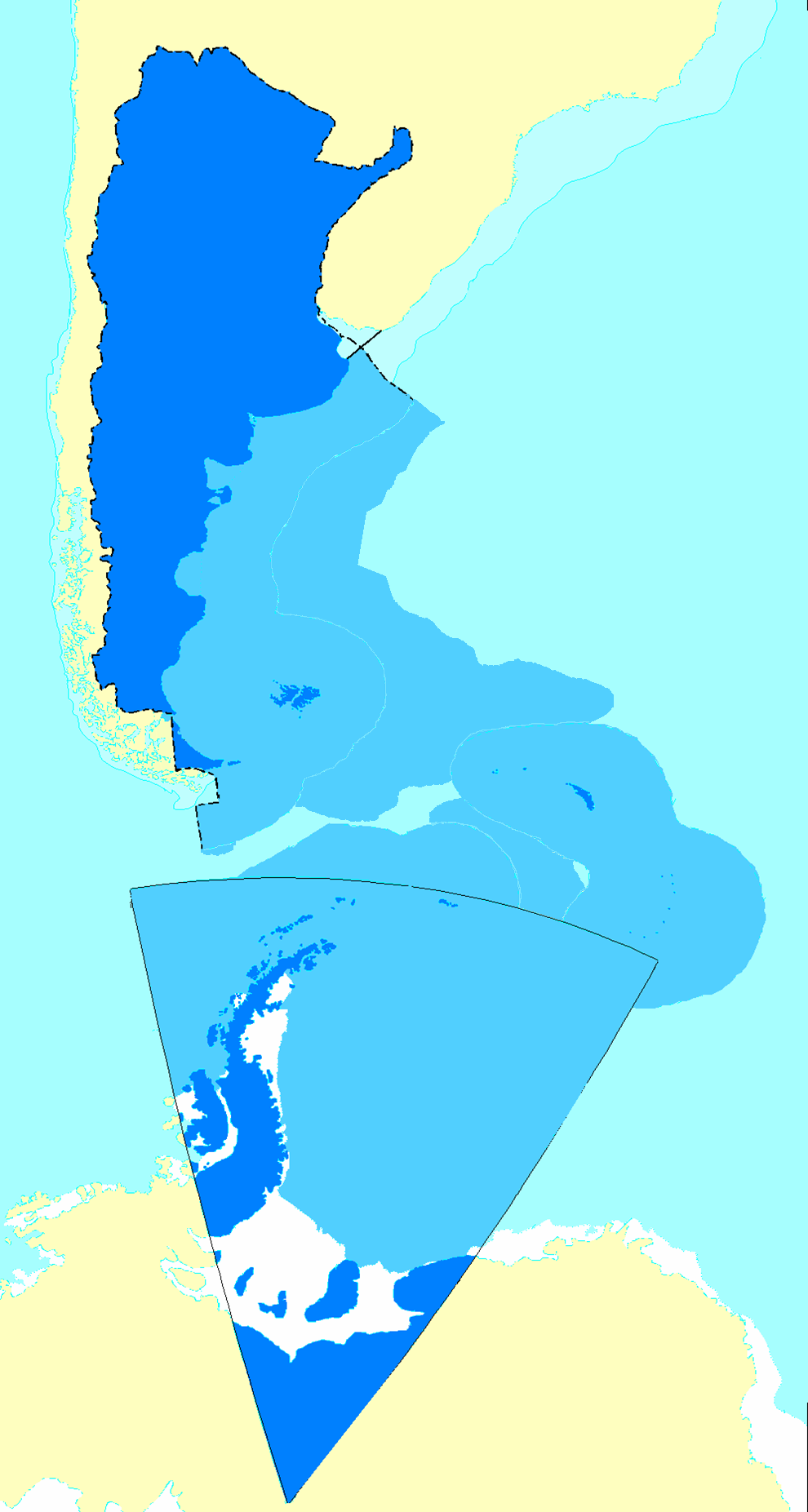
Територіальні претензії Аргентини
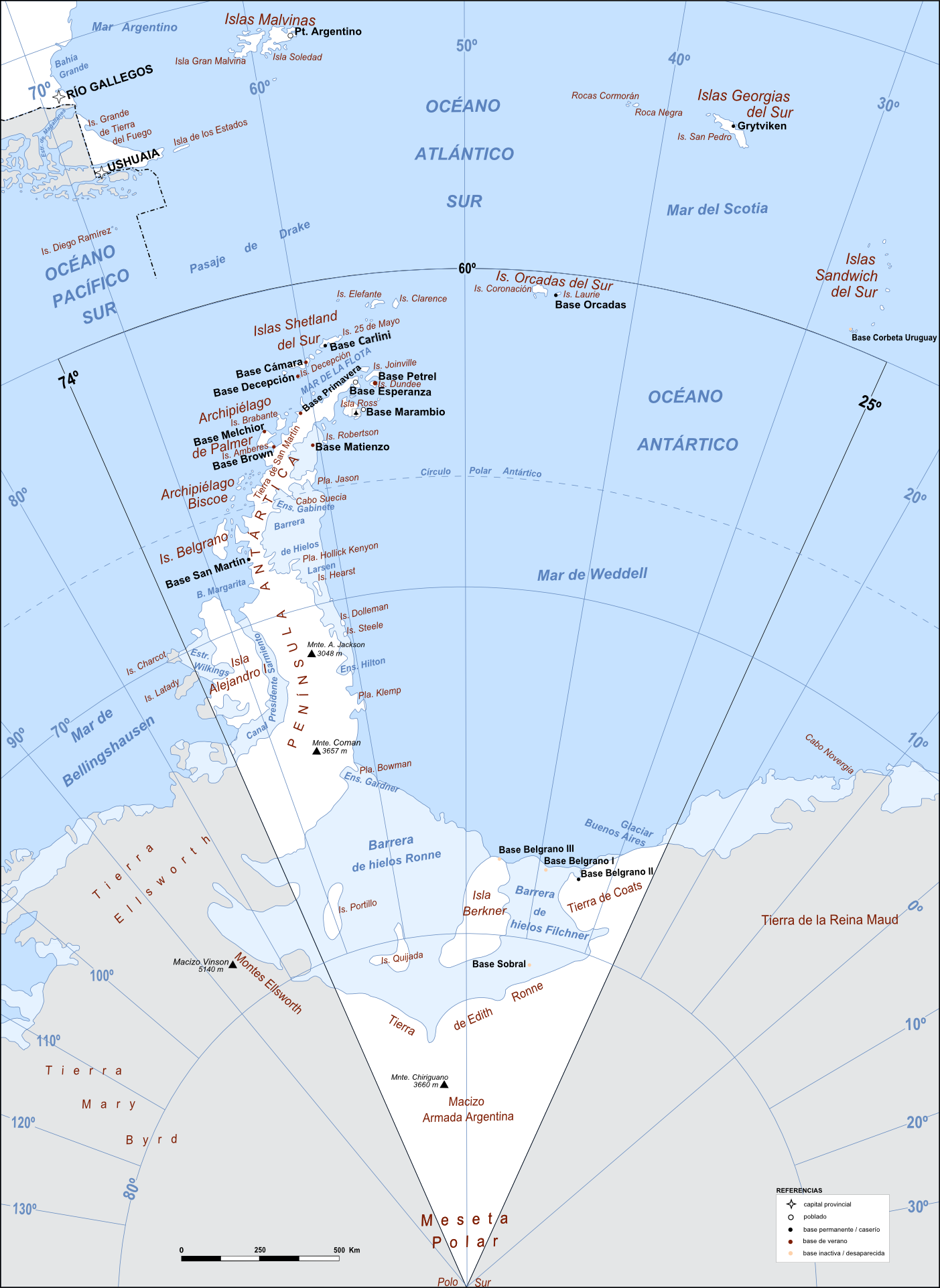
Вогняна Земля, Антарктида та острови Південної Атлантики
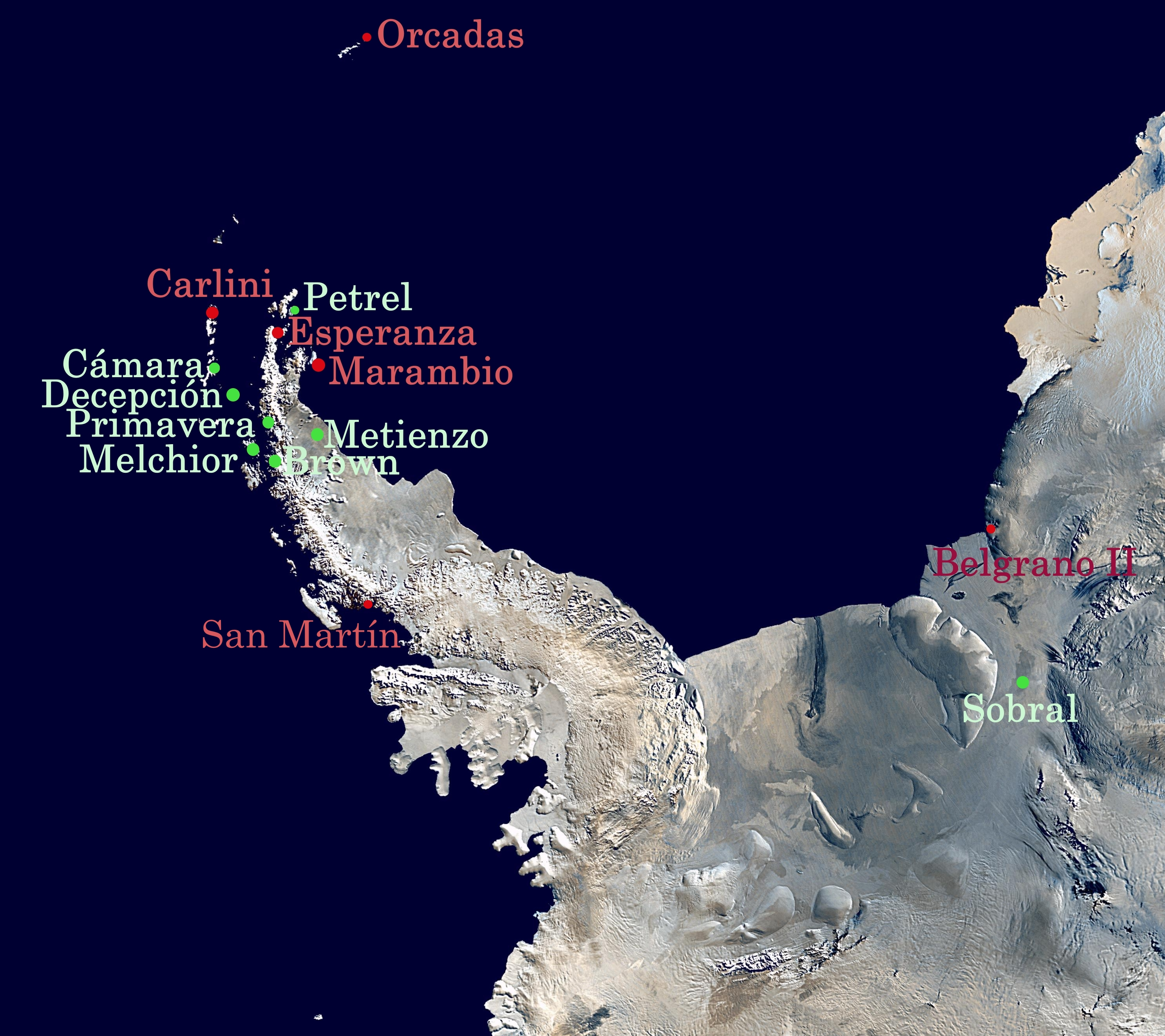
Аргентинські антарктичні станції

Аргентина має територіальні претензії в Антарктиці. До складу провінції Вогняна Земля, Антарктида та острови Південної Атлантики включено сектор Антарктики від Південного полюсу між меридіанами 25° і 74° західної довготи до 60° південної широти (Антарктичний півострів, акваторія та узбережжя моря Ведделла, Південні Оркнейські острови), а також архіпелаги в південній частині Атлантики, що адмініструються Великою Британією — Фолклендські, Південні Сандвічеві та Південна Джорджія. Українська антарктична науково-дослідна станція «Академік Вернадський» знаходиться в цьому секторі.